# Wirus zapalenia wątroby typu D
Wirus zapalenia wątroby typu D, HDV (z ang. Hepatitis D Virus), nazywany też wirusem delta, jest małym, kolistym wirusem RNA. Wiriony są owalne, średnica ich wynosi 36 nm, zawierają kolistą, pojedynczą nić RNA o ujemnej polarności będącą najmniejszym genomem występującym w wirusach ludzkich i zwierzęcych. Może ulegać namnażaniu jedynie w organizmach zakażonych wirusem zapalenia wątroby typy B. Związek między tymi dwoma wirusami wynika stąd, iż HDV nie koduje białka osłonki, którym jest HBsAg. Genom otoczony jest:
- antygenem powierzchniowym s wirusa HBV,
- nukleoproteiną HDAg.

Zakażenie następuje drogą pozajelitową przez zakażone igły, strzykawki, narzędzia chirurgiczne i stomatologiczne, przetaczanie krwi zakażonej wirusami oraz wydzieliny organizmu: spermę, śluz szyjkowy. Nie występuje w kale, ślinie i łzach.
Zakażenie HDV w wzw typu B znacznie nasila postęp choroby.

## Profilaktyka i leczenie
Szczepionka przeciw wirusowi zapalenia wątroby typu B chroni również przed HDV, ponieważ może się on replikować tylko w obecności wirusa HBV.
Leczenie przewlekłego zapalenia wątroby typu D jest aktualnie niezadowalające. Leki stosowane w terapii wirusowego zapalenia wątroby typu B w większości są nieskuteczne przy zakażeniu HDV. Jedynym czynnikiem, który ma jakiś skutek leczniczy w przebiegu tego zapalenia wątroby jest interferon alfa, który jest skuteczny tylko w około 20% przypadków. Transplantacja narządu z reguły wiąże się z wtórnym zakażeniem przeszczepu.